# Shraddha Kapoor
Shraddha Kapoor (Bombay, 3 maart 1987) is een Indiaas actrice die voornamelijk in Hindi films speelt.

## Biografie
Kapoor begon haar carrière in 2010 met een bijrol in Teen Patti, gevolgd door de film Luv Ka The End waarin ze de hoofdrol speelde. Haar doorbraak maakte ze met haar derde film Aashiqui 2 in 2013. Ze vestigde zich met hoofdrollen in de romantische thriller Ek Villain (2014), het dansdrama ABCD 2 (2015) en de actiefilm Baaghi (2016). Na een reeks slecht ontvangen films, kwamen haar meest winstgevende releases met de komische horror Stree (2018), de actiethriller Saaho (2019) en het komische drama Chhichhore (2019).
Kapoor is de dochter van acteur Shakti Kapoor en Shivangi Kapoor, het jongere zusje van actrice Padmini Kolhapure. Haar broer is acteur Siddhanth Kapoor met wie zij te zien is in de film Haseena Parker. Haar grootmoeders van moederskant zijn zangeressen Lata Mangeshkar en Asha Bhosle.

## Filmografie
| Jaar | Film                    | Rol                 | Opmerking                      |
| ---- | ----------------------- | ------------------- | ------------------------------ |
| 2010 | Teen Patti              | Aparna Khanna       |                                |
| 2011 | Luv Ka The End          | Rhea Dialdas        |                                |
| 2013 | Aashiqui 2              | Arohi Keshav Shirke |                                |
| 2013 | Gori Tere Pyar Mein     | Vasudha Natarajan   | gastoptreden                   |
| 2014 | Ek Villain              | Aisha Verma         |                                |
| 2014 | Ungli                   |                     | nummer "Dance Basanti"         |
| 2015 | ABCD 2                  | Vinnie              |                                |
| 2016 | Baaghi                  | Sia Khurana         |                                |
| 2016 | A Flying Jatt           | haarzelf            | gastoptreden                   |
| 2016 | Rock On 2               | Jiah Sharma         |                                |
| 2017 | Ok Jaanu                | Tara Agnihotri      |                                |
| 2017 | Half Girlfriend         | Riya Somani         |                                |
| 2017 | Haseena Parker          | Haseena Parker      |                                |
| 2018 | Nawabzaade              |                     | nummer "High Rated Gabru"      |
| 2018 | Stree                   | naamloze rol        |                                |
| 2018 | Batti Gul Meter Chalu   | Lalita Nautiyal     |                                |
| 2019 | Saaho                   | Amritha Nair        | Telugu film                    |
| 2019 | Chhichhore              | Maya Sharma-Pathak  |                                |
| 2020 | Street Dancer 3D        | Inayat Naazi        |                                |
| 2020 | Malang                  |                     | stem aan telefoon              |
| 2020 | Baaghi 3                | Siya Nandan         |                                |
| 2022 | Bhediya                 |                     | cameo in nummer "Thumkeshwari" |
| 2023 | Tu Jhoothi Main Makkaar | Nisha Malhotra      |                                |
| 2024 | Stree 2                 | naamloze rol        |                                |

## Discografie
| Jaar | Nummer                   | Album           |
| ---- | ------------------------ | --------------- |
| 2014 | Galliyan                 | Ek Villain      |
| 2014 | Do Jahaan                | Haider          |
| 2015 | Bezubaan Phir Se         | ABCD 2          |
| 2016 | Sab Tera                 | Baaghi          |
| 2016 | Tere Mere Dil            | Rock On 2       |
| 2016 | Udja Re                  | Rock On 2       |
| 2016 | Woh Jahaan               | Rock On 2       |
| 2016 | Rock on revisited        | Rock On 2       |
| 2017 | Phir Bhi Tumko Chaahungi | Half Girlfriend |
| 2021 | Hum Hindustani           | single          |